# Руй Санданья
Руй Санданья (англ. Rui Saldanha, 21 жовтня 1947) — британський хокеїст на траві. Грав за клуб «Оксфорд Юніверсіті». Увійшов до складу збірної Великої Британії на літніх Олімпійських іграх 1972 в Мюнхені, де вона посіла 6-те місце. Грав на позиції півзахисника, зіграв 9 матчів і забив 2 голи в ворота збірної Мексики.